# Auguste André Thomas Cahours

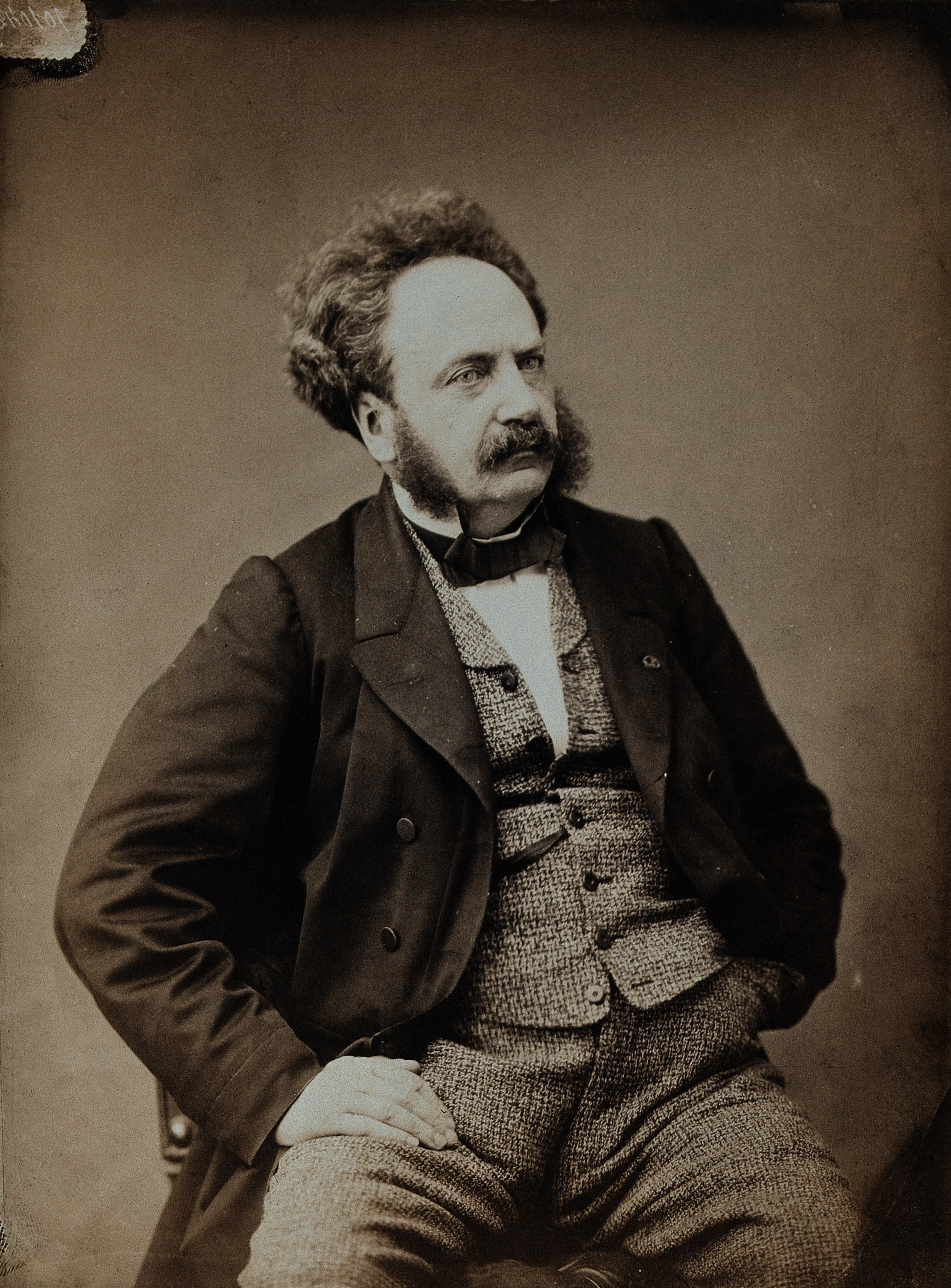
Auguste André Thomas Cahours

Auguste André Thomas Cahours (* 2. Oktober 1813 in Paris; † 17. März 1891 ebenda) war ein französischer Chemiker.

## Leben und Werk
Von 1833 bis 1835 studierte er an der École polytechnique und war anschließend Stabsoffizier. Ab 1836 arbeitete er am Laboratorium von Eugène Chevreul und war danach Préparateur am Museum für Naturgeschichte. 1845 wurde er Professor der Chemie an der École Polytechnique und an der École Centrale des Arts et Manufactures in Paris.
Ab 1851 war er Mitarbeiter von Jean-Baptiste Dumas an der Sorbonne. 1853 wurde er zum Wardein der Münze ernannt.
Cahours wurde im Jahr 1853 Direktor der staatlichen französischen Münzprägeanstalt, der Monnaie de Paris, und ersetzte in dieser Funktion Auguste Laurent. Im Jahre 1868 wurde er Mitglied der Pariser Akademie der Wissenschaften, der Académie des sciences. Ab 1867 war er korrespondierendes Mitglied der Preußischen Akademie der Wissenschaften. Im Dezember 1873 wurde er zum korrespondierenden Mitglied der Russischen Akademie der Wissenschaften in Sankt Petersburg gewählt.
Er arbeitete auf dem Gebiet der trockenen Holzdestillation, über ätherische Öle und entdeckte 1850 Xylol im Holzdestillat.
Er setzte sich mit dem von Auguste Laurent geschaffenen Begriff des Radikals auseinander.